# Région pacifique (Colombie)

Région Pacifique sur une carte de Colombie.

La région Pacifique est une région naturelle de Colombie. C'est une bande côtière de moins de 150 km de largeur moyenne, extrêmement arrosée et s'étendant de la frontière panaméenne jusqu'à celle de l'Équateur. D'est en ouest, elle va depuis les crêtes de la cordillère occidentale jusqu'aux rives du Pacifique et comprend donc non seulement les petites plaines côtières mais aussi le versant ouest de la cordillère des Andes.